# Галактичка Република
Галактичка Република је име међупланетарне управе из измишљеног универзума Ратова звезда која је постојала пре установљења Галактичке Империје. У време оригиналне трилогије Ратова звезда она се означава као Стара Република. То је била демократска али, на крају, неефективна уставна република оптерећена слојевима бирократије.
Република, како је била општепозната, била је републиканска управа која је била способна да се одржава преко двадесет пет хиљада година (судећи по проширеном универзуму, као и према речима Оби-Ван Кенобија из Нове наде да су „преко хиљаду генерација Џедаји били чувари мира и правде у Старој републици“). Речено је да би њена цела историја „попунила десет хиљада библиотека“.

## Историја
Сама Република је формирана преко 25 000 година ПБЈ када је први Галактички устав усвојен на Корусанту. Да ли ово значи да је Корусант био изворна матична планета људи или једноставно најмоћнији свет у то доба је још увек отворено за расправу. Мало тога се каже о том догађају осим да се десио.
Републику је чинило око милион светова. Ратови клонова који су се водили од 22. до 19. ПБЈ су били први општи рат од реформације Републике након битке за Руусан.

## Галактички сенат
Република је зачета као економски савез и савез за међусобну заштиту међу одређеним бројем планета у галактичком језгру. Свака држава чланица (управа система) је имала представника (сенатора) у централном законодавном органу (сенату). Сенатори су били амбасадори својих матичних светова, а светови-чланови су могли да одрже своју управу и друштво у складу са локалним веровањима, обичајима и традицијама. Постојала је широка разноврсност различитих локалних уређења дуж политичког спектра: од монархија преко република до заједница сличних кошницама. У неким системима сенатора су бирали на то место, у другима га је постављала светска управа. Монарх Набуа је постављао њиховог сенатора док је алдерански Савет старешина бирао свог сенатора из сопствених редова (обично наследника краљевске куће Органа, пошто је наследник такође био и вођа Савета).
Како се моћ и утицај Републике ширио многа нова подручја галаксије су инкорпорисана у њу. Реорганизација сенаторског представништва се догодила 1 000. ПБЈ током Руусанске реформације. Најуобичајенија организација за те нове територије је била да се области групишу у секторе од око 50 насељених светова. Сваки сектор представља једна сенаторска делегација. Када је број сектора постао превелики они су организовани у око хиљаду региона од којих је сваки представљала једна делегација у сенату.
Сенат је служио као владајуће тело у Галактичкој Републици, док је ред Џедаја служио као њен заштитник. Убрзо затим је сенат, а тиме и седиште власти, установљен на планети Корусант, на координатама 0-0-0 у стандардном галактичком координатном систему, обележавајући њено централно место у галаксији.
Сенат је, према  бази података, био огромна зграда која је садржала 1024 лебдеће платформе, од којих је свака носила неколико сенатора. Свака платформа у сенату је представљала „сектор“ галаксије, са једним сенатором за тај сектор кога је пратила делегација помоћника и саветника. Неке платформе су представљале појединачне светове који су излагали специјалне молбе пред сенатом; друге, посебне интересне групе као што је Трговачка Федерација. Изгледа да су, заједно са сенаторима, и вође појединачних планета чланица такође имали право гласа у сенату и моћ да предложе законе. Свака сенаторска делегација је имала један глас.
Унутрашњост сената је била обојена у боју лаванде, јер је то била једина боја која ни у једној од разноврсних галактичких култура никада није била повезивана са ратом, гневом или жаљењем.
Чланови сената су из сопствених редова бирали канцелара који је служио као председавајући члан сената и као de facto вођа Републике. Канцелару је помагао потпредседник који је вероватно биран на исти начин као и канцелар; исти потпредседник је присутан током целе прве трилогије. На основу филмова можемо видети да је сенат поштовао псеудо-парламентарна правила. У Фантомској претњи сенат је сменио канцелара Финиса Валорума путем гласања о неповерењу које је покренула краљица Амидала са Набуа.
Сенатори су имали по један глас у свим стварима, процедуралним и суштинским. Сенат је бирао канцелара на одређени период (вероватно до 2 мандата од 4 године; сенат такође може да канцелару додели ванредна овлашћења, као и да га уклони са положаја по потреби, што се види у књигама и филмовима прве трилогије). Скупштина је била подељена у појединачне одборе од којих се сваки специјализовао за одређено поље државне управе, и који су били одговорни за стварање закона које ће разматрати цела скупштина. Сенат је такође имао и одређени облик судске власти, иако је судска грана власти Републике био Врховни суд па је моћ сената у овој области можда била ограничена на суђење сопственим члановима.
Мада су закони које је донео сенат били обавезујући за све светове-чланове, већина свакодневних закона које су поштовали грађани Републике је настајала на нивоу планета, сектора или региона. Стога, главне функције сената су биле да посредује у споровима међу члановима, да обезбеди општу заштиту и да регулише трговину међу системима. Џедаји, који су одговарали канцелару, постали су путујући представници сената одговорни не само за заштиту Републике и њених грађана, већ и обавезни да служе као представници Републике и као посредници у појединачним споровима.
Највећа мана Републике је био њен недостатак формалне организације. Велики део њеног функционисања се заснивао на необавезујућим уставним конвенцијама које су често игнорисали и подривали корумпирани политичари жељни моћи. Коалиционе управе су биле уобичајене при чему су посебне интересне групе одређивале законодавни програм рада.
Године опадања Републике су биле време корупције и велике социјалне неправде. Сенат је постао подељен између оних који су истински желели да подрже вредности и идеале Републике и оних који су желели да остваре своје личне циљеве. После низа слабих и неуспешних канцелара и кризе која је укључивала инвазију Трговачке Федерације на планету Набу због царине усвојене у сенату, дошло је време за снажно вођство које ће окончати корупцију.
Након што је Палпатин постао канцелар он је увећао моћ те институције, од тога што је деловао као врховни командант Велике армије Републике до увођења својих сопствених телохранитеља, Црвене страже. Права многих, укључујући Галактички сенат, напуштена су у име галактичке безбедности. Уклањање заклона за приватност у Галактичком сенату, који су дозвољавали сенаторима да о питањима изложеним пред сенатом расправљају у приватности, довело је до тога да су се многи сенатори плашили да искажу своје противљење неком гласању због инсталираних лебдећих камера за присмотру које су прислушкивале сваку реч и извештавале шефа обезбеђења сената. Галактички сенат се такође ређе састајао како је канцелару изгласано више ванредних овлашћења.

### Галактички сенатори/политичари
У политичаре се убрајају сенатори, канцелар, потпредседник сената, помоћник за администрацију, разни представници из сваког система и чланови Савета Џедаја. Џедаји који нису чланови Савета нису нужно и ван политике, али је посебан статус Савета Џедаја доносио његовим члановима знатан степен моћи и моралног ауторитета. Џедај учитељ Луминара Андули је била једини Џедај ван Савета који је стекао исту политичку моћ као и неки члан Савета. Испод се налази списак многих важних политичара у Галактичкој Републици.
- Ади Галија, члан Савета Џедаја
- Акс Мо, сенатор Маластера
- Анакин Скајвокер, члан Савета Џедаја, ученик Оби-Ван Кенобија и Палпатинов лични представник
- Бејл Органа, сенатор Алдерана
- Борск Фејлија, сенатор Котлиса
- Видар Ким, сенатор Набуа
- Гарм Бел Иблис, сенатор Корелије
- Гидијан Дану, сенатор Куата
- Депа Билаба, члан Савета Џедаја
- Едсел Бар Гејн, сенатор Руне
- Ејџен Колар, члан Савета Џедаја
- Еск Аак, сенатор Маластера
- Зо Хаулер, сенатор Гравлекс Меда
- Ивн Пиел, члан Савета Џедаја
- Истер Педи, сенатор Сермерије
- Ит Кот, члан Савета Џедаја
- Јарел Пуф, члан Савета Џедаја
- Јаруа, сенатор Кашиика
- Једл, члан Савета Џедаја
- Јода, старешина Савета Џедаја
- Калпана, врховни канцелар
- Кит Фисто, Џедај учитељ
- Колман Требор, члан Савета Џедаја
- Лекси Дио, сенатор Јујтера
- Лот Дод, сенатор Трговачке Федерације
- Луминара Андули, Џедај учитељ
- Мале-Ди, сенатор Јујтера
- Мас Амида, потпредседник
- Мејс Винду, старешина Савета Џедаја
- Мина Тилс, сенатор Мон Каламарија
- Мон Мотма, сенаторка Чандриле
- Оби-Ван Кеноби, члан Савета Џедаја
- Онаконда Фар, сенатор Родије
- Опо Ренсисис, члан Савета Џедаја
- Орн Фри Таа, сенатор Рајлота
- Падме Амидала, сенаторка Набуа
- Палпатин, сенатор Набуа, врховни канцелар (а касније император)
- Пасел Аргенте, сенатор Лита
- Пло Кун, члан Савета Џедаја
- По Нудо, сенатор Ендоа
- Принц Логан Дебалма, сенатор Денги Савеза, (касније га је за гувернера поставио Палпатин)
- Ронет Кур, сенатор Ајзиноа
- Сеј Тариа, помоћник за администрацију канцелара Финиса Валорума
- Сејси Тин, члан Савета Џедаја
- Слај Мур, помоћник за администрацију канцелара Палпатина
- Стас Али, члан Савета Џедаја
- Тајкс, сенатор Мон Каламарија
- Тендау Бендон, сенатор Итора
- Тер Танил, сенатор Ниланона
- Тунбак Тура, сенатор Сај Мирта
- Тундра Даумија, сенатор Мон Каламарија
- Фенг Зар, сенатор Серн Прајма
- Финис Валорум, сенатор Литон сектора, врховни канцелар
- Хорокс Рајдер, сенатор Гравлекс Меда
- Чи Иквеј, сенатор Вруне
- Џар Џар Бинкс, представник Набуа
- Шак Ти, члан Савета Џедаја

## Џедаји и Савет Џедаја
Џедаји, који су функционисали као мировне снаге у Републици, имали су значајну политичку моћ. Џедаји са највећом моћи су били чланови Савета Џедаја. Јода и Мејс Винду су као двојица вођа Савета имали највиши ауторитет од свих Џедаја. Канцелар је имао номиналну власт над Саветом Џедаја, премда је ова моћ ретко коришћена пре избора Палпатина. Канцелар је такође имао холографски пројектор у својој канцеларији тако да су Џедаји на веома важним мисијама могли да контактирају са канцеларом, било којим сенатором и било којим Џедајем тамо. Када је Оби-Ван Кеноби контактирао Корусант са Геонозиса након што је присуствовао састанку грофа Дукуа са сепаратистичким снагама, његов холограм се појавио у Палпатиновој канцеларији чему су присуствовали Палпатин, Јода, Мејс Винду и многи сенатори, Џедаји и чланови Савета.

## Војска Републике
Током највећег дела времена од битке за Руусан, Република није одржавала војску осим за церемонијалне сврхе. Тиме су се показивали мирољубиви идеали Републике, јер је Република користила Џедај витезове као „чуваре мира“.
Неколико трговачких организација, као што су Трговачка Федерација и Еснаф трговаца, држало је армије дроида ради заштите својих зарада, али они су ову моћ често злоупотребљавали, на пример када је Трговачка Федерација извршила инвазију и окупацију Набуа, што је довело до епохалне битке за Набу. Појединачни сектори су такође имали своје сопствене снаге безбедности, као што су Снаге безбедности Набуа или КорСек са Корелије, и они су понекад служили за борбу против мањих претњи. Међутим, није постојала никаква централизована команда, а чланови Републике нису били вољни да се то промени. Како већи део војне моћи у оквиру републичке територије и није заправо контролисала Република, већ планете чланице као што је Набу или организације као што су Техно унија и Интергалактички банкарски клан, то је способност сената да примени своје одлуке била умногоме ограничена, и он је био принуђен да се ослања на Џедаје. Насупрот томе, Трговачка Федерација и остали картели у Републици, од којих су неки имали представнике у сенату, сматрали су да је републичка управа којој недостаје знатна војна моћ управо оно што њима одговара, јер не може да их контролише.
Ратови клонова су све ово изменили. Република првобитно није имала никакву сталну војску која би се борила са Конфедерацијом Независних Система, тако да је предложен Акт о стварању војске коме су се снажно противили многи пацифистички оријентисани лидери Републике, као што је Падме Амидала са Набуа, који су се бојали могућности одласка у рат. Међу присталицама усвајања акта су били Орн Фри Таа са Рајлота и Еск Аак са Маластера.
Међутим, војска клонова је у тајности већ била створена на планети Камино пре десет година. Када је постало јасно да Конфедерација нема никакву намеру да преговара са Републиком, Република је прихватила ову војску као Велику војску Републике, заједно са АТ-ТЕ ходачицама, бојним бродовима и осталим војним возилима и летелицама. У почетку рата Република је била ометена чињеницом да је већина главних индустријских организација, под окриљем Техно уније, стала на страну Конфедерације. Клонови настали на Камину су чинили језгро нове републичке армије, а њима су се убрзо придружили клонови из других извора као и стандардни регрути. У року од неколико година од битке за Геонозис, републичка војска се астрономски увећала и постала је најзначајнија војна сила у галаксији. Брза милитаризација Републике током Ратова клонова, коју је надзирао канцелар Палпатин, имала је далекосежне последице − овлашћења сената су умањена, војска је постала главни инструмент власти, а Република се брзо променила у Палпатинов Нови поредак.

## Крај Републике
До времена дешавања из Фантомске претње, Република је већ постала неподношљиво корумпирана. Палпатин је постао канцелар 32. ПБЈ након што је његов претходник, Финис Валорум, збачен путем гласања о неповерењу на таласу незадовољства због начина на који је решавао сукоб са Трговачком Федерацијом. Канцелар је обично могао да одслужи само два четворогодишња мандата, али је Палпатин остао на положају много дуже, због продужене кризе са Сепаратистима, као и због претње коју је представљала „побуна Џедаја“.
Криза се десила када се неколико организација и звезданих система који су били чланови Републике ујединило да би се одвојили од Републике. Ова уједињена организација је постала позната као Конфедерација Независних Система. Тензије између Републике и Сепаратиста су на крају ескалирале у потпуни рат, и сукоби који ће се касније називати „Ратови клонова“ су отпочели (забележено у Нападу клонова).
Сенат је, у предлогу који је изнео представник Џар Џар Бинкс, дао Палпатину ванредна овлашћења ради обрачунавања са сепаратистичком Конфедерацијом. Палпатинов први потез, који је уживао широку подршку у то време, био је да створи огромну војску клонова која ће служити као борбена сила Републике у рату са Конфедерацијом. Републици раније није била потребна војска, јер су до тада све мале сукобе у оквиру Републике могли да реше Џедаји као мировне снаге. Међутим, чињеница да је Конфедерација имала приступ бројним армијама дроидских војника је натерала Републику да изгради формалније оружане снаге да би могла да се ефективно бори.
У годинама које су следиле, сенат је све више уступао своју моћ Палпатину који је, политички гледано, у рату постао врховни командант. Такви су се чинови опдравдавали безбедносним разлозима, и сматрало се да је то потпуно разуман начин повећања ефикасности управе током ратног стања. На крају, Палпатин је стекао довољно овлашћења да му одобрење сената практично више није било потребно при доношењу одлука. У ствари, он је постао диктатор (премда је, за сваки случај, имао осигурану велику већину у сенату).
Тензије имеђу Палпатина и Џедаја су почеле да расту како је рат текао. Многи чланови Савета Џедаја су били сумњичави према Палпатиновим растућим овлашћењима, нарочито јер је то ишло на штету сената − јединог тела коме су уговорно били обавезни да служе. Временом су Џедаји почели да верују да се Палпатин неће одрећи својих овлашћења на крају рата, и направили су планове да га у таквој ситуацији смакну са власти. Њихове сумње су делили и неки сенатори, укључујући сенаторку Набуа, Падме Амидалу, алдеранског сенатора Бејла Органу и сенаторку Мон Мотму са Чандриле. Доиста, на почетку новелизације — епизоде III се каже да је Палпатин над разним републичким световима поставио регионалне гувернере које су подупирали одреди клонова.
Након смрти генерала Гривуса и открића да је Палпатин заправо Дарт Сидијус, Џедаји су кренули у акцију и покушали да ухапсе канцелара. Тај покушај је пропао, и недуго затим је Палпатин тајно издао Наредбу 66 којом се свим трупама клонова широм галаксије наређује да убију своје Џедај команданте. Ова команда је била кришом усађена свим клоновима када су створени.
Многи Џедаји који су служили као генерали војске Републике су брзо постали жртве снага клонских војника. Они су надјачали Џедаје који су често били изоловани. Захваљујући потпуном одсуству осећања када се ради о поштовању наређења, клонови су успели да изненаде Џедаје; они нису могли да осете било какво издајство у умовима клонова који су их окруживали. Џедаје који су остали у храму на Корусанту је елиминисао одред елитних клонских јуришника предвођених Дарт Вејдером, који је сам посекао многе Џедаје − укључујући велики број деце која су ту учили као падавани.
На крају Ратова клонова, Палпатин се обратио сенату. Најпре је испричао причу о неуспешном покушају атентата који су извршили Џедаји. Тврдећи да је то била „побуна“ против Републике, прогласио је ред Џедаја непријатељима Републике. Затим је објавио да ће Галактичка Република постати Галактичка Империја, тако јака да је спољашње снаге никада више неће угрозити:
Да би се осигурала безбедност и даља стабилност, Република ће бити реорганизована у прву Галактичку Империју. За безбедно и сигурно друштво!
Канцелар, који је до тог времена већ био гротескно унакажен (тврдио је да је то последица Џедајског покушаја атентата), прогласио се за првог императора галаксије. Обманута Палпатиновом харизмом и вештином (а можда и његовим знатним моћима у мрачној страни), већина у сенату га је поздравила радосним усклицима подршке, што је изазвало једну од најзнаменитијих изјава сенаторке Падме Амидале: „Значи тако умире слобода: са громогласним аплаузом.“ После толиких миленијумâ, Галактичка Република је престала да постоји.
Сенат је наставио да постоји након стварања Империје, као „Империјални сенат“, али је претворен у практично немоћно саветодавно тело. Палпатин је и даље био врховна законодавна власт; највише што је сенат могао да уради било је да расправља о законима и да их одлаже. Међутим, како су се Ратови клонова стишавали, некадашња скоро једногласна подршка Палпатину је почела да се круни. Као што је приказано у новелизацији Освете сита и избрисаним сценама из самог филма, почела је да се појављује група сенатора, још пре краја Ратова клонова, који су се противили Палпатиновој ауторитарној власти и који су били озлојеђени због његовог понашања према Џедајима и осталим противницима. Ова група, коју су првобитно водили утицајни политичари као што су Бејл Органа, Мон Мотма, а касније Бејлова усвојена ћерка Принцеза Леја Органа, на крају је постала политички глас рађајуће антиимперијалне Побуњеничке Алијансе.
Деценијама касније, недуго пре битке за Јавин, Палпатин је закључио да је наставак постојања отвореног политичког противљења сметња његовој општој контроли, и распустио је Империјални сенат, чиме је почистио последње остатке Галактичке Републике. Формално је ставио сву регионалну управну власт у руке регионалних гувернера из Империјалне војске, чиме је укинуо цивилну контролу власти. Међутим, регионални гувернери су у ствари већ неко време имали праву власт. Ипак, зграда сената се и даље могла видети на корусантском хоризонту у време уништења друге Звезде Смрти.

## Поновно рођење Републике
После пада Империје и краја Галактичког грађанског рата, Побуњеничка Алијанса је поново установила Галактичку Републику као Нову Републику која је реорганизована у Галактичку Федерацију Слободних Алијанси након што је Јужан Вонг освојио Корусант.